# حرية (النادرة)
حرية هي إحدى قرى عزلة حزيب بمديرية النادرة التابعة لمحافظة إب، بلغ تعداد سكانها 516 نسمة حسب تعداد اليمن لعام 2004.
من قرى مخلاف عمار في مديرية النادرة إحدى مديريات محافظة إب والواقعة في الجزء الشرقي من محافظة إب وتبعد عن مدينة إب 60كم ويحدها من الشمال مديرية الرضمة ومن الجنوب محافظة الضالع (مديرية قعطبة) ومديرية بعدان ومن الشرق محافظة الضالع (مديرية قعطبة) ومن الغرب مديرية السدة والشعر، وقرية حرية الواقعة شمال شرق مدينة النادرة فيها مجرى (السيل الاعور) والذي كان يمثل فاصل جغرافي قديما بين مملكة قتبان ومملكة حمير، أي حد فاصل بين مخلاف عمار القتباني ومخلاف خبان الريداني (الحميري)(الحاير: أنور محمد يحي، تاريخ خبان وعمار،2015م، ص 28). كما يحد قرية حرية من الناحية الشمالية الشرقية قرية اللفج ومن الناحية الجنوبية الشرقية قرية ضكاعة ومن الناحية الجنوبية الغربية قرى (دار عقدة، وجرف النمر).

## ماثر حرية
توجد في حرية ماثر قديمة تتمثل بقنوات الري والسدود وإلى جانب المدرجات الزراعية، ومن مآثرها الإسلامية:
أ‌- مدرسة "قبة الكهالي": بناها الشيخ عبدالوهاب الكهالي سنة 1001هـ وما تزال عامرة حتى اليوم، وقد شهدت العديد من أعمال الصيانة والتوسعات، وهي من المدارس التي تعرف بأوقافها العديدة، وأشرف على التدريس فيها القضاة "آل الكهالي" وهم من الأسر المعروفة والمشهورة بالعلم والقضاء ولهم باع طويل في السياسة.
ب- (مدرسة العزير) الواقعة على الضفة الشمالية الغربية للقرية، هذا المعلم الإسلامي الذي قيل لي انه الاقدم في القرية، حيث يعود تاريخها للقرن العاشر للهجرة تقريبا، وجدار المدرسة: عبارة عن منشئاه دينية مربعة الشكل استخدم فيها احجار المنطقة ادوات البناء، للمصلى مدخل في الجدار الجنوبي عرضه (80 سم) وارتفاعه (1,70 سم) تقريبا لا يزال الباب الاصلي الذي هو من الخشب في مكانه، إما عن مساحه المصلى فان المساحة من الشمال إلى الجنوب (تسعه امتار) ومن الشرق إلى الغرب حوالي (سبعه امتار), تتقدم هذا المصلى جدار القبلة التي تتقدم المصلى بحوالي (1,20 م) تقريبا سقفها بقبله دائرية الشكل، وارتفاع جدار القبلة ها ستة امتار وعرض الواجهة للقبله مترين وبعرض متر واحد تقريبا لهذه القبلة نافذتان في الجدار الغربي نصف دائرية الشكل (الحاير: أنور محمد يحي-مذكرات طالب اثار،2012م، ص151).
ج‌- مدرسة الشيخ علي بن صلاح الحاير: وتقع في قرية ضُكاعة شمال جنوب شرق قرية حرية، ماتزال عامرة. بناها الشيخ علي بن صلاح الحاير، ولها أوقاف متكررة (الحاير: أنور محمد يحي، تاريخ خبان وعمار،2015م، ص 27).